# Kw Pusung Kapal
Kw Pusung Kapal is een bestuurslaag in het regentschap Aceh Tamiang van de provincie Atjeh, Indonesië. Kw Pusung Kapal telt 498 inwoners (volkstelling 2010).